# Kevin Pérez
Kevin Andrés Pérez (Cartagena de Indias, Bolívar, Colombia; 18 de julio de 1997) es un futbolista colombiano que juega de delantero en el Deportes Tolima de la Categoría Primera A.

## Trayectoria

### Deportes Tolima
El 16 de octubre del 2019 debutó como jugador profesional del Deportes Tolima en un partido oficial de la Copa Colombia.

### Atlético Bucaramanga
El 5 de enero de 2022 es confirmado como refuerzo del Atlético Bucaramanga.

### Deportes Tolima
En julio de 2022 regresa al equipo vinotinto y oro en donde es un jugador destacado.

## Estadísticas
- Actualizado de acuerdo al último partido jugado el 17 de agosto del 2025.

| Club                 | País     | Año       | Partidos | Goles | Asist |
| -------------------- | -------- | --------- | -------- | ----- | ----- |
| Deportes Tolima      | Colombia | 2019-2020 | 3        | 0     | 0     |
| Itagüí Leones        | Colombia | 2021      | 17       | 3     | 0     |
| Atlético Bucaramanga | Colombia | 2022      | 15       | 2     | 3     |
| Deportes Tolima      | Colombia | 2022-act  | 120      | 7     | 9     |
| Total                | Total    | Total     | 155      | 12    | 12    |

## Palmarés

### Torneos nacionales
| Título              | Club            | País     | Torneo        |
| ------------------- | --------------- | -------- | ------------- |
| Categoría Primera A | Deportes Tolima | Colombia | Apertura 2021 |